# Editorial Límits
Editorial Límits és una editora andorrana tradicionalment orientada a la publicació de traduccions al català de títols rellevants de la literatura universal. En una segona etapa, iniciada el 2014, la firma també ha editat obres d'autors d'expressió catalana radicats a Andorra.

## Història
L'Editorial Límits va ser fundada el 1993 a Andorra la Vella per David Zabala i Maria Àngels Vilana. La primera etapa d'aquest segell (1993-2013) va transcórrer sota la direcció dels seus fundadors, que s'havien proposat apropar al lector en llengua catalana títols apreciats però no sempre coneguts de la literatura universal. Van editar de mitjana uns tres llibres per any, cuidant tant la traducció com els pròlegs (redactats per estudiosos o escriptors), i van ampliar horitzons creant el 2004 una col·lecció de poesia.
Després d'un declivi en el ja reduït nombre d'obres publicades, l'empresa va passar a mans d'un editor de vocació tardana, Marc Miró, i del seu soci Miquel Clua. Aquesta segona etapa no va suposar un canvi notori en la filosofia del projecte. El més visible va ser el nou disseny de les cobertes, no tan auster com l'anterior, i el desenvolupament de la pàgina web; cal assenyalar també l'aspiració a recuperar la periodicitat de publicació i, a partir de 2017, la inclusió en el catàleg d'escriptors andorrans.

## Catàleg
Entre les primeres novel·les publicades pel segell que tingueren una bona acollida cal destacar la reeditada Tanguy (1994), de Michel del Castillo, amb pròleg de Manuel Vázquez Montalbán. La novel·la negra està representada per la Trilogia de Marsella del francès Jean-Claude Izzo, formada per les novel·les Keops total (2003), Xurmo (2004) i Soleà (2005), traduïdes per Lluís Maria Todó. En l'àmbit del relat curt cal esmentar Un matí a Tidewater. Tres contes de joventut (1996), del nord-americà William Styron, en traducció de Francesc Parcerisas; i també Històries del bon Déu (2009), de Rainer Maria Rilke. El gènere líric va entrar en el catàleg amb Per què has deixat el cavall sol? (2004), volum del poeta palestí Mahmut Darwix que va inaugurar la col·lecció Poesia Errant. El va seguir Etiòpiques (2008), del president i poeta senegalès Léopold Sédar Senghor.
Al marge de la ficció, és remarcable l'epistolari de Rainer Maria Rilke i Lou Andreas-Salomé en dos volums (2015 i 2016), titulat Rainer & Lou. Cartes seleccionades (1897-1926), en versió de Joan Fontcuberta. L'epistolari de Rilke i Andreas-Salomé va ser l'obra amb què els nous propietaris, Marc Miró i Miquel Clua, van reactivar el segell. En aquesta segona etapa de l'editora es va introduir com a novetat la publicació d'obres escrites originàriament en llengua catalana per autors residents a Andorra, línia que van estrenar els relats de Vertigen. Vint-i-set contes dins d'un laberint (2017), de Manel Gibert, amb pròleg d'Isabel-Clara Simó, i la novel·la Ossos i cendres (2019), de Robert Pastor. El febrer del 2025, havent quedat com a soci únic, i després de dos anys sense noves publicacions, Marc Miró augurava la possible fi de l'editora.